# Oberbrunn (Gauting)
Oberbrunn, ein Ortsteil der Gemeinde Gauting, ist ein Kirchdorf und eine Gemarkung im oberbayerischen Landkreis Starnberg.

## Lage
Das Kirchdorf Oberbrunn liegt östlich der Staatsstraße 2069 zwischen Unterbrunn und Starnberg. Eine davon abzweigende Landstraße führt in den eineinhalb Kilometer entfernten Nachbarort Hausen.
Auf der 11,16 Quadratkilometer großen Gemarkung liegen die Orte Oberbrunn, Hausen und Oberwies.

## Geschichte
Oberbrunn war ebenso wie Unterbrunn, Stockdorf und Buchendorf ein früher bajuwarischer Ausbauort von Gauting. Im 12. Jahrhundert findet man die erste Erwähnung des Ortes als prunnen superior. Ob prunen im Jahr 753 auf Oberbrunn, Unterbrunn oder Geisenbrunn verweist, ist unklar. Die Siedlung bestand vor allem aus größeren Bauernhöfen mit über 200 Tagewerk: Mitte des 18. Jahrhunderts aus 17 Anwesen, davon fünf ganzen und vier halben Höfen. Heute sind jedoch kaum mehr Bauwerke erhalten, die vor dem späten 19. Jahrhundert entstanden sind. Nur ein Hof nördlich der Kirche entspricht noch dem in der ersten Hälfte des 19. Jahrhunderts verbreiteten Haustyp mit flachem Satteldach.

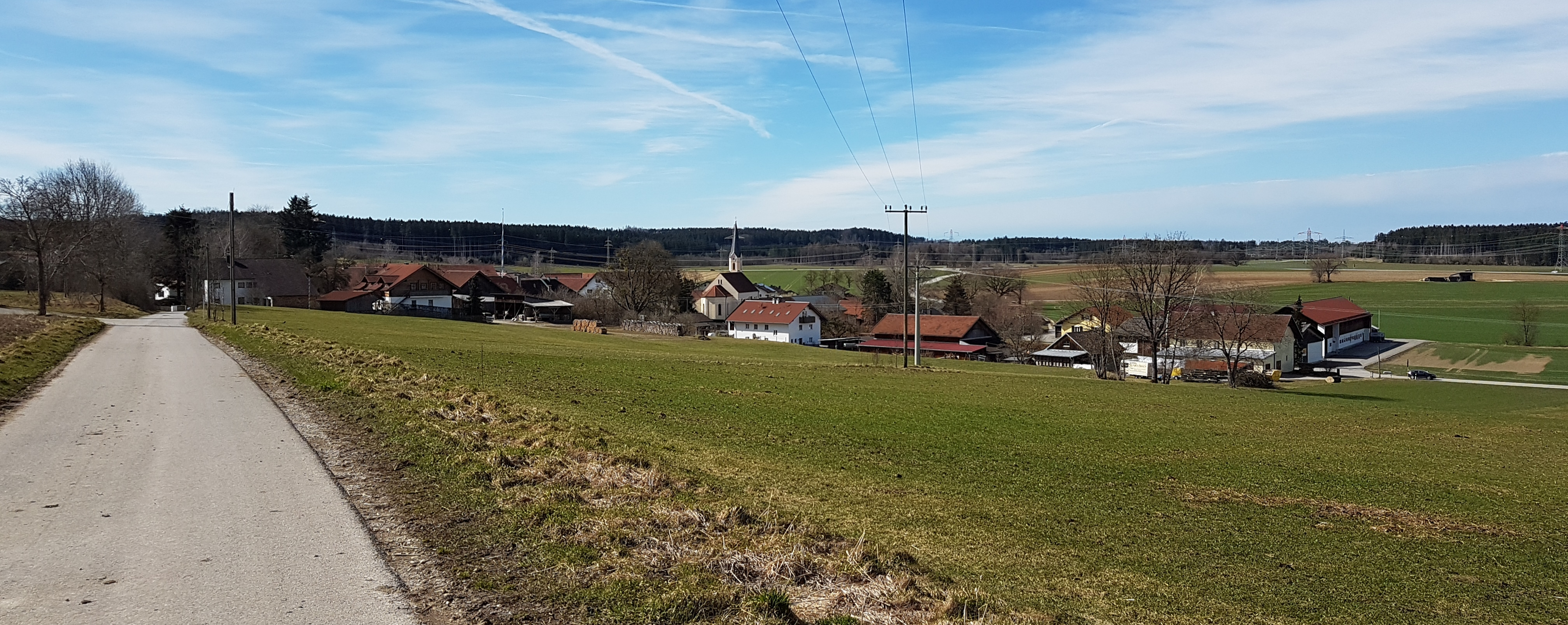
Oberbrunn von Nordwesten

Die Gemeinde Oberbrunn mit ihren Gemeindeteilen Oberbrunn, Hausen und Oberwies wurde zum 1. Mai 1978 im Zuge der Gemeindegebietsreform nach Gauting eingemeindet. Der Entschluss dazu im Gemeinderat fiel mit 5 zu 4 Stimmen denkbar knapp aus. Der Eingemeindungsvertrag enthielt zahlreiche örtliche Besonderheiten wie die Aufrechterhaltung der Wasserversorgung von Starnberg aus, den Schutz des ländlichen Charakter des Bauerndorfes sowie die Gewährung von Baugenehmigungen nur für Einheimische und ihre Nachkommen.

## Sehenswürdigkeiten
- Katholische Filialkirche St. Peter und Paul mit spätgotischem Turmuntergeschoss, 1778 von Franz Anton Kirchgrabner erweitert und 1862 von Wannerstorfer von Grund auf neu gebaut
- Marienfigur am Haus Nr. 7, 17./18. Jahrhundert